# Michajelowka
Michajelowka – wieś w Armenii, w prowincji Lorri. W 2011 roku liczyła 713 mieszkańców.